# 안제이 모스토프스키
안제이 스타니스와프 모스토프스키(폴란드어: Andrzej Stanisław Mostowski, 1913년 11월 1일~1975년 8월 22일)는 폴란드의 수리논리학자이다.

## 생애
모스토프스키는 1913년 당시 오스트리아-헝가리령이던 르비우(당시 명칭은 렘베르크)에서 태어났다. 이후 1931년 바르샤바 대학교에 입학하게 되었고, 이곳에서 카지미에시 쿠라토프스키, 아돌프 린덴바움, 알프레트 타르스키 등의 영향을 받았다. 1939년 박사 학위를 받았으며 공식적으로는 쿠라토프스키의 지도 하에 있었다고 되어있으나 사실상 주로 당시 젊은 강사이던 타르스키에게서 지도받았다.
제2차 세계대전 당시 독일이 폴란드를 침공하자 모스토프스키는 회계사 일을 하였는데, 바르샤바 대학의 지하 학교에서 연구를 계속할 수 있었다. 1944년 바르샤바 봉기 이후 독일군이 그를 강제 수용소로 끌고 가려고 한 것을 간호사들의 도움으로 겨우 탈출하였는데, 이때 연구 노트 대신 빵을 집어 챙겨 상당한 수의 자료가 소실되었다는 일화가 있다.
그는 초기에 수리논리학, 집합론, 모델 이론을 연구하였으며 이후 계산 가능성 이론에 특히 치중하였다. 1975년 캐나다 밴쿠버에서 61세의 나이로 사망했다.

## 같이 보기
- 바르샤바 대학교
- 알프레트 타르스키